# Papa Inocențiu al II-lea
Gregorio Papareschi (Inocențiu al II-lea) (n. secolul al XI-lea, Roma, Statele Papale – d. 24 septembrie 1143, Roma, Statele Papale) a fost un papă al Romei. 
S-a născut dintr-o familie nobilă și a fost numit cardinal de către Papa Pascal al II-lea.